# Günter Aust
Günter Aust (* 12. Februar 1921 in Köln; † 2. Mai 2018 in Bad Münstereifel) war ein deutscher Kunsthistoriker.

## Leben
Günter Aust studierte Kunstgeschichte und wurde 1954 an der Universität Köln bei Hans Kauffmann promoviert. Anschließend war er als Kustos am Wallraf-Richartz-Museum in Köln tätig, wo er unter anderem über Otto Freundlich und die Sonderbundausstellung 1912 in Köln publizierte. Von 1962 bis zu seiner Pensionierung zum 1. April 1985 war er Direktor des Von der Heydt-Museums in Wuppertal.

## Veröffentlichungen (Auswahl)
- Die Geburt Christi (= Lukas-Bücherei zur christlichen Ikonographie 5). Schwann, Düsseldorf 1953.
- Der Weg der Bildgestaltung bei Rubens. Dissertation Köln 1954 (gedruckt: Entwurf und Ausführung bei Rubens. In: Wallraf-Richartz-Jahrbuch Bd. 20, 1958, S. 163–212).
- Otto Freundlich 1878–1943. DuMont Schauberg, Köln 1960.
- Die Ausstellung des Sonderbundes 1912 in Köln. In: Wallraf-Richartz-Jahrbuch, Bd. 23, 1961, S. 275–292.
- Joseph Fassbender.  Aurel Bongers, Recklinghausen, 1961.
- Heydt, August Freiherr von der. In: Neue Deutsche Biographie (NDB). Band 9, Duncker & Humblot, Berlin 1972, ISBN 3-428-00190-7, S. 76 (Digitalisat).
- Das Von der Heydt Museum in Wuppertal. Aurel Bongers, Recklinghausen 1977, ISBN 3-7647-0302-4.
- Stadtentwicklung, Sammlungen, Ausstellungen: Von-der-Heydt-Museum [23. März – 20. Mai 1984]. Von-der-Heydt-Museum, Wuppertal 1984.